# Ixtlahuaca
För andra betydelser, se Ixtlahuaca (olika betydelser).
Ixtlahuaca är en kommun i Mexiko grundad 1917. Den ligger i västra delen av delstaten Mexiko, och cirka 35 km nordväst om delstatshuvudstaden Toluca. Den administrativa huvudorten i kommunen är Ixtlahuaca de Rayón.
Ixtlahuaca hade sammanlagt 141 482 invånare vid folkräkningen 2010 och kommunens area är 335,85 kvadratkilometer. Ixtlahuaca är en av de största kommunerna i delstaten sett till yta.
Kommunpresident sedan 2016 är Juan Carlos Bautista Santos från Institutionella revolutionära partiet (PRI).

## Orter
De fem största samhällena i Ixtlahuaca var enligt följande vid folkräkningen 2010.
1. San Bartolo del Llano, 12 227 invånare.
2. San Pedro los Baños, 12 147 invånare.
3. Santo Domingo de Guzmán, 8 008 invånare.
4. Emiliano Zapata, 7 331 invånare.
5. La Concepción los Baños, 7 207 invånare.